# Доктор Ху (15. серијал)
Петнаести серијал британске научнофантастичне телевизијске серије Доктор Ху премијерно је емитован од 12. априла до 31. маја 2025. године. Овај серијал такође је познат као „Друга сезона” након промена у продукцији и стицања међународних права за емитовање серије од стране стриминг услуге Disney+, до којих је дошло пре претходног серијала. Ово је шести серијал коју води Расел Т. Дејвис као главни сценариста и извршни продуцент, као и друга откако се вратио у серију 2023. године, након што је раније радио на њој од 2005. до 2010. године. Ово је петнаести серијал од обнове серије 2005. године и укупно четрдесет прва сезона.
Ово је друга и последња сезона у којој глумац Шути Гатва тумачи Петнаестог Доктора, инкарнацију Доктора – ванземаљског Господара времена који путује кроз време и простор у ТАРДИС-у, времеплову који споља изгледа као британска полицијска телефонска говорница. Варада Сету се придружила серији као нова сапутница Белинда Чандра, док се Мили Гибсон поново појављује као Руби Сандеј, сапутница из претходног серијала. Серијалу је претходио божићни специјал у децембру 2024, коју је написао бивши шоуранер и главни сценариста Стивен Мофат, у којој се Николa Кохлан појавила као једнократна сапутница.
Серијал се састоји од осам епизода, које су режирали Алекс Санџив Пилај, Питер Хор, Аманда Брочи, Бен А. Вилијамс и Макала Макферсон. Поред Дејвиса, који је самостално написао четири епизоде и једну коауторски, остали сценаристи су били Џуно Досон, Инуа Еламс, Пит Мактај и Шарма Анџел-Волфол. Снимање је почело у октобру 2023. и завршено је у мају наредне године.

## Улоге

### Главне
- Шути Гатва као Петнаести Доктор
- Никола Кохлан као Џој Алмондо (специјал)
- Варада Сету као Белинда Чандра (епизоде 1−8)
- Мили Гибсон као Руби Сандеј (главни: епизоде 4, 7−8; гост: специјал)

### Епизодне
- Бони Ленгфорд као Мел Буш (епизоде 7−8)

### Гостујуће
- Керол Ен Форд као Сузан Форман (епизода 6)
- Џоди Витакер као Тринаеста Докторка (епизода 8)
- Били Пајпер као Шеснаеста Докторка (епизода 8)

## Епизоде
| Специјал |   |                               |                    |                                      |                    |      |
| 188 | — | „Џој свету”                   | Алекс Санџив Пилај | Стивен Мофат                         | 25. децембар 2024. | 5,91 |
| Петнаести Доктор стиже у Временски хотел, установу која омогућава својим гостима посете различитим историјским тренуцима. Он тражи помоћ од Трева, запосленог у хотелу, док истражује мистериозни кофер. Тревов шеф, Силуријанац, долази у хотелску собу Џој Алмондо са кофером, а Доктор га прати. Кофер преузима контролу над Џој, а Доктор унутра проналази чудан уређај који прети да је дезинтегрише; одједном се појављује Доктор из будућности из Временског хотела са потребном шифром. Будући Доктор се враћа у Временски хотел са Џој, остављајући садашњег Доктора у Лондону 2024. године. Он почиње да ради у хотелу, спријатељује се са управницом Анитом, чекајући прилику да се врати у Временски хотел, што му успева годину дана касније. Отвара врата ка далекој прошлости, где ослобађа Џој тако што изазове њен бес. Кофер, пореклом из Виленгарда, треба да се искористи за стварање извора енергије. Трев, који се психички повезао са системом Виленгарда пре своје смрти, открива локацију кофера. Доктор га отвара, али Џој допушта да звездано семе уђе у њу. Џој га односи у свемир, где се безбедно детонира постајући Витлејемска звезда, дајући наду и утеху свима који је виде. |   |                               |                    |                                      |                    |      |
| Серијал |   |                               |                    |                                      |                    |      |
| 189 | 1 | „Револуција робота”           | Питер Хор          | Расел Т. Дејвис                      | 12. април 2025.    | 3,57 |
| Роботи отимају медицинску сестру Белинду Чандру, по којој је њен бивши дечко Алан Бад назвао једну звезду у њиховом систему. Док јури за њима, Доктор упада у временску пукотину и стиже на њихову планету шест месеци раније, где открива да су роботи поробили домородачко становништво. Он се прикључује групи побуњеника и спасава Белинду пре него што је роботи претворе у своју киборг краљицу. Белинда се добровољно предаје да заштити побуњенике и открива да роботима управља сам Алан, који је такође био отет. Међутим, због временске пукотине, роботи су њега одвели у 2015. годину на планету Мисбелиндачандра I, што је и покренуло револуцију. Алан поседује копију Белиндиног звезданог сертификата, који је некако послат назад пет хиљада година и постао темељ друштва на тој планети. Када Белинда додирне садашњу копију сертификата будућом, настаје реакција која убија Алана и враћа роботе у нормално стање, чиме се ослобађају домороци. Доктор пристаје да врати Белинду кући на Земљу, али ТАРДИС необјашњиво не успева да слети у 2025. годину. |   |                               |                    |                                      |                    |      |
| 190 | 2 | „Лакс”                        | Аманда Брочи       | Расел Т. Дејвис                      | 19. април 2025.    | 3,01 |
| Доктор покушава да одведе Белинду кући заобилазним путем, што их доводи у Мајами 1952. године, где истражују нестанак петнаесторо људи у напуштеном биоскопу. Унутра наилазе на Господина Ринг-а-Динга, цртаног лика кога је запосео Лакс Император, бог светлости и члан Пантеона Неслоге. Лакс заробљава Доктора и Белинду у филмској траци, подвргавајући их лажним биоскопским стварностима док покушавају да побегну, укључујући и једну у којој срећу обожаваоце серије Доктор Ху. Након што коначно успеју да побегну, Лакс затвара Доктора, желећи да му украде енергију регенерације како би створио тело способно да преживи изван биоскопа. Међутим, бива поражен када Белинда убеди власника биоскопа да запали филмске траке, што изазива експлозију и омогућава сунчевој светлости да продре унутра. Изложен у свом светлосном облику, Лакс се бесконачно шири док не постане једно са универзумом, а свих петнаест жртава се враћа неповређено. |   |                               |                    |                                      |                    |      |
| 191 | 3 | „Јама”                        | Аманда Брочи       | Расел Т. Дејвис с Шарма Анџел-Волфол | 26. април 2025.    | 3,24 |
| Доктор и Белинда стижу на једну планету 500.000 година у будућности, где експедиција истражује рударску колонију са којом је изгубљен сваки контакт. Глува куварица по имену Алис једина је преживела, након што се мистериозно биће појавило из рударске јаме и убило остале чланове посаде. Биће се крије иза Алис, а свако ко се директно нађе иза ње бива убијен. Доктор закључује да је ово планета некада позната као Поноћ и да је то исто биће с којим се већ раније сусрео. Алис објашњава да биће тера особу иза које се крије да напада друге, али чини се да је њена глувоћа штити од његовог утицаја. Међутим, свако ко убије носиоца бића постаје нови домаћин. Неколико војника се буни против капетанке Шаје, али многе од њих убија биће. Алис је ослобођена када Доктор натера чудовиште да погледа свој одраз, али се оно затим премешта иза Белинде пре него што стигне да побегне. Шаја упуца Белинду како би натерала биће да пређе на њу, а затим се баца у јаму, омогућивши осталима да побегну. Унутар ТАРДИС-а, Белинда каже Доктору да ниједан од војника никада није чуо за Земљу, што оставља узнемирујуће импликације. У међувремену, једна од војника мисли да је нешто видела иза нечијих леђа. |   |                               |                    |                                      |                    |      |
| 192 | 4 | „Срећан дан”                  | Питер Хор          | Пит Мактај                           | 3. мај 2025.       | 2,80 |
| Током дочека нове 2007. године, осмогодишњи Конрад Кларк наилази на Доктора како поставља уређај за навођење, познат као виндикатор, заједно с Белиндом, што код њега изазива опсесију ванземаљцима. Године 2024, Конрад поново види ТАРДИС и Доктор и Руби Сандеј га спасавају од створења познатог као Шрик. Годину дана касније, Конрад проналази Руби, која се још увек навикава на нормалан живот, и позива је да гостује у његовом подкасту и говори о свом искуству са Доктором. Њих двоје почињу да се забављају. Руби верује да је Шрик, који користи телесне излучевине да обележи свој плен, у потрази за Конрадом и даје му противотров који блокира те излучевине. У међувремену, UNIT је успео да зароби то створење. Испоставља се да је Конрад вођа групе теоретичара завере који желе да јавно дискредитују UNIT. Његов пренос уживо конфронтације UNIT-а с двоје лажних Шрика изазива бес јавности и осуду UNIT-а. Када Конрад провали у UNIT-ов торањ, Кејт Летбриџ-Стјуарт пушта правог Шрика, и уплашени Конрад признаје да је погрешио. Његово признање гледају милиони у преносу уживо. Руби, сломљена његовом издајом, каже Кејт да јој је потребно време да се опорави. Ранија верзија Доктора доводи ухапшеног Конрада у ТАРДИС да би га изгрдио због његових поступака. Он потом говори Конраду, који не показује знаке кајања, о његовој мрачној будућности. Након што буде враћен у затвор, Конрада ослобађа госпођа Флад. |   |                               |                    |                                      |                    |      |
| 193 | 5 | „Прича и машина”              | Макала Макферсон   | Инуа Еламс                           | 10. мај 2025.      | 2,70 |
| Доктор и Белинда стижу у Лагос 2019. године како би појачали сигнал виндикатора. Док Доктор свраћа код свог пријатеља Ома, власника бербернице, двоје људи по имену Берберин и Абена га заробљавају унутра и траже да им прича приче. ТАРДИС упозорава Белинду на невољу и води је ка берберници. Берберин каже Доктору да је он био творац великог дела људске митологије. Али када је мрежа прича постала толико велика да више није био потребан, богови су га протерали из своје димензије. Из освете, Берберин је направио Машину прича – уређај за убијање богова који се храни причама – и преузео Омoву берберницу. Доктор у почетку препознаје Абену и присећа се да ју је упознао током своје одбегле инкарнације, схватајући да је њен бес последица тога што је била остављена. Белинда наговори Абену да исплете путању ка извору енергије Машине у Докторовој коси, што му омогућава да побегне. Доктор преоптерећује Машину својим сећањима, чиме побеђује Берберина. Омo одлази у пензију и убеђује Берберина да остане као управник радње, пре него што Доктор оде. |   |                               |                    |                                      |                    |      |
| 194 | 6 | „Избор за међузвездану песму” | Бен А. Вилијамс    | Џуно Досон                           | 17. мај 2025.      | 3,75 |
| Године 2925, Доктор и Белинда присуствују Избору за међузвездану песму – који је еволуирао из земаљске Песме Евровизије – када двоје терориста са планете Хелија уклоне заштитни слој кисеоника са станице, избацујући Доктора и 100.000 људи из публике у дубоки свемир, где почињу да се смрзавају. Међутим, пре него што умре, Доктора буди психичка порука његове унуке Сузан Форман, и он се враћа на станицу, где осујећује терористички план пре него што Хелијанци успеју да емитују смртоносни талас милијардама гледалаца широм универзума. Чланови публике су спасени и оживљени помоћу криогене технологије, коју користе Доктор и особље станице. Управо пре него што крену да одведу Белинду кући, Доктор и Белинда добијају информацију преко холограма Грејама Нортона да је Земља престала да постоји 24. маја 2025. године – на дан када је Белинда отишла. ТАРДИС коначно стиже до тог датума, али врата експлодирају унутра. Након што оду, госпођа Флад је последња од чланова публике која је враћена на станицу. Њено тело је тешко оштећено у свемиру, али она се би-генерише, претварајући се у две жене које откривају да су Рани. Две Рани припремају следећи корак свог плана. |   |                               |                    |                                      |                    |      |
| 195 | 7 | „Свет жеља”                   | Алекс Санџив Пилај | Расел Т. Дејвис                      | 24. мај 2025.      | 2,86 |
| Дана 23. маја 2025, Доктор и Белинда буде се у свом дому, верујући да су у браку. Након доручка са њиховом „ћерком” Попи, посећује их Руби Сандеј, која изражава сумње у њихов наизглед савршен свет. И Доктор и Белинда почињу да сумњају у стварност око себе након те посете. Касније, Доктор добија поруку од Роуга, који му каже да је заробљен у замци. Када Доктор схвати да нешто није у реду са стварношћу, он и Белинда су доведени у Палату костију од стране Рани. Тамо Доктор сазнаје да је свет променио Конрад Кларк, користећи моћ Дезидеријума, бога жеља у обличју бебе, и Докторовог уређаја за навођење, како би створио своју савршену визију. Рани открива да она користи сумње Доктора и човечанства да би нарушила стварност, чиме ће ослободити Омегу, зачетника Господара времена, из алтернативне димензије. Доктор се сећа свега и покушава да је заустави, али је закључан ван Палате костију, док је Белинда затворена. Госпођа Флад и Рани се припремају за ослобађање Омеге, док се лажна стварност руши под њиховим ногама у пламену љубичасте ватре, а сат откуцава поноћ и почетак 24. маја − дана када Земља умире. |   |                               |                    |                                      |                    |      |
| 196 | 8 | „Рат стварности”              | Алекс Санџив Пилај | Расел Т. Дејвис                      | 31. мај 2025.      | 3,44 |
| Доктора спасава Анита, која га доводи у Временски хотел, док се време враћа на 23. мај 2025. године. Уз Анитину помоћ, Доктор успева да врати сећања UNIT-у и Белинди, пре него што Рани открије да су преостали Господари времена стерилни; она намерава да искористи Омегу за поновно рођење своје врсте. Доктор се суочава са Рани док је Омега ослобођен у облику огромне звери која прождире би-генерисану Рани; госпођа Флад бежи, а Доктор користи виндикатор да примора Омегу да се врати у алтернативну димензију. Руби користи моћ Дезидеријума да да Конраду нови живот и обнови стварност, али по цену да Попи буде избрисана, док бебу бога усваја Карла Сандеј. Упркос томе што је Тринаеста Докторка, која је искочила из свог временског тока, покушала да га одврати, Доктор користи снагу своје следеће регенерације да измени стварност тако да учини Попи Белиндином ћерком. Након што се опрости од Белинде и Попи, Доктор се регенерише у обличје који подсећа на његову бившу сапутницу Роуз Тајлер. |   |                               |                    |                                      |                    |      |

## Кастинг
Шути Гатва је потврдио да ће се вратити у петнаестом серијалу у јулу 2023. године. У новембру 2023. објављено је да ће се Никола Кохлан појавити као сапутница у божићном специјалу за 2024. годину. Откривено је да ће Мили Гибсон снимати свој други серијал у новембру 2023. године, али су се у јануару 2024. појавили извештаји да ће Гибсонова напустити серију након четрнаестог серијала и да ће је заменити Варада Сету. Међутим, у априлу 2024. године објављено је да ће се Гибсонова и Сетуова појављивати истовремено током целог серијала. Накнадни промотивни материјали представили су Гатву и Сетуову као „ТАРДИС тим” серијала, истичући их као први тандем који се састојао искључиво од људи друге боје коже, док је Гибсонова описана као „редовна чланица серијала која одлази”. Гибсонова се појавила у четвртој епизоди „Срећан дан”, као и у седмој и осмој епизоди „Свет жеља” / „Рат стварности”. Сетуова се раније појавила у претходном серијалу у епизоди „Бум” (2024) као Манди Флин, пре него што је дебитовала као нова сапутница. Дана 27. јула је на San Diego Comic-Con-у објављено да ће се Сетуин лик звати Белинда Чандра. Касније је у епизоди „Револуција робота” откривено да је Манди потомак Белинде.
Алан Каминг је имао гостујућу улогу у епизоди „Лакс” као цртани лик по имену „Господин Ринг-а-Динг”, а претходно се појавио у серији као краљ Џејмс VI у епизоди „Ловци на вештице” (2018). Дејвис је изјавио да само Каминг може дати лику „толико духовитости, злобе, опасности и забаве”. Роуз Ејлинг-Елис и Кристофер Чанг појављују се у епизоди „Јама” као Алис и Касио. Џона Хауер-Кинг је у епизоди „Срећан дан” глумио Конрада, подкастера и Рубиног дечка. Џема Редгрејв се такође вратила као Кејт Летбриџ-Стјуарт у истој епизоди. Након емитовања епизоде, Гибсонова је у једном интервјуу открила да ће се Хауер-Кинг касније појавити у још епизода. Џо Мартин је репризирала своју улогу Одбегле Докторке у епизоди „Прича и машина”. Шоуранер Расел Т. Дејвис је изјавио да је, пошто је епизода истраживала Докторову етничку припадност, „имало осећај као да Џо Мартин недостаје” и да је желео да је „призна” и покаже да „она још увек постоји”. Дана 2. марта, након објављивања трејлера за 15. серијал, објављено је да ће се Рајлан Кларк појавити у серијалу као водитељ у епизоди „Избор за међузвездану песму”, епизоди инспирисаној Песмом Евровизије, у којој такође глуми и Грејам Нортон. У истој епизоди, Фреди Фокс се појављује као негативац, као и Кадиф Кирван и Чарли Конду, а Керол Ен Форд је репризирала своју улогу Сузан Форман, након што се последњи пут појавила у серији више од 30 година раније, у специјалу „Димензије у времену”. Анита Добсон се појављује у свакој епизоди серијала као енигматична госпођа Флад. У шестој епизоди открива се да је она заправо Рани, зла Господарица времена. Арчи Панџаби је представљена као још једна инкарнација Рани кроз процес би-генерације. Бони Ленгфорд се вратила као Мел Буш у епизоди „Свет жеља”, као и Џонатан Гроф као Роуг у камео улози снимљеној 2023. током продукције 14. серијала. Џоди Витакер је поновила своју улогу Тринаесте Докторке у камео улози у епизоди „Рат стварности”.
Били Пајпер се такође вратила у серију Доктор Ху, пошто је претходно глумила Докторову сапутницу Роуз Тајлер, последњи пут се појавивши у специјалу поводом педесете годишњице 2013. године, „Дан Доктора”, када се Петнаести Доктор регенерисао у лик кога је она глумила на крају епизоде. Иако је званична Пајперина улога остала неоткривена, а на одјавној шпици је потписана само као „Били Пајпер”, неки извори су претпоставили да ће она преузети Докторову шеснаесту инкарнацију.

## Продукција

### Развој
Слично четрнаестом серијалу, и петнаести се састоји од божићног специјала након чега следи осам редовних епизода које се састоје од шест самосталних и једне дводелне приче. Званично је наведено да је синопсис серијала „епска потрага” током које Белинду треба вратити на Земљу, док се екипа ТАРДИС-а суочава са „ширим страхотама него икада раније”.

### Писање
Дејвис је писао божићни специјал за 2024. годину до децембра 2022. године, а петнаести серијал до јуна 2023. године. До 18. септембра 2023. године, пет од девет сценарија је било завршено према Дејвисовој колумни у Часопису Доктор Ху. До 2. јануара 2024. године, Дејвисова колумна у том часопису навела је да је пета епизода сада на Нацрту 5, док би шеста епизода ускоро требало да уђе у Нацрт 9, „припрема овог сценарија је била епска... али све је било вредно тога, каква прича!”
У мају 2024. године, бивши сценариста и шоуранер Стивен Мофат потврдио је да је уместо Дејвиса написао божићни специјал за 2024. годину и да се зове „Џој свету”. Епизоде самог серијала написали су Дејвис и још четворо сценариста за које је 27. јануара 2025. откривено да су то Џуно Досон, Инуа Еламс, Пит Мактај и Шарма Енџел-Волфол.

### Снимање
Пошто је снимање претходног серијала завршено у јулу 2023. године, екипи је дат рок од четири недеље пре него што је почела предпродукција за следећи серијал 14. августа. Сваком продукцијском блоку је дато десет недеља припреме. Прво читање сценарија одржано је 17. октобра 2023. године.
Главно снимање је почело 23. октобра 2023. у студију Bad Wolf, а божићни специјал за 2024. годину „Џој свету” додељен је првом блоку у режији Алекса Санџива Пилаја.
Други блок — који садржи прву и четврту епизоду — први пут је очитан 7. новембра 2023. године, а снимање је почело недељу дана касније у режији Питера Хора. Хор је претходно режирао епизоду „Добар човек иде у рат” (2011) из 6. серијала и радио је са Дејвисом на серијама То је грех и Ноли.
Снимање трећег блока — који је садржао другу и трећу епизоду — почело је у понедељак 8. јануара 2024. године, након божићних празника у режији Аманде Брочи. Снимање ван студија на пристаништу Пенарт обележило је први пут да је Сетуова била на снимању као нова сапутница.
Макала Макферсон и Бен А. Вилијамс режирали су даље епизоде, при чему је Макферсонова режирала пету епизоду, за коју је описала да је „направила јединствен снимак краном Доктора како трчи кроз лавиринт док бежи од својих отмичара”, а Вилијамс је режирао шесту епизоду коју је описао као „веома велику епизоду”, а Дејвис као „епску”. Вилијамсова епизода је тематски инспирисана Евровизијом. Снимање серијала завршено је 24. маја 2024. године.

## Приказивање

### Емитовање
Дана 21. фебруара 2025. године, током извештавања BBC-ја о рагби утакмици Првенства шест нација за млађе од 20 година између Енглеске и Шкотске, приказан је трејлер у којем је наведено да ће серијал почети 12. априла. Серијал је објављен у Уједињеном Краљевству на ВВС iPlayer-у и остатку света на стриминг платформи Disney+.
Епизоде се објављују једном недељно, суботом у 8:00 часова по британском летњем времену. Епизоде су такође емитоване увече када су приказиване на каналу BBC One. Шеста епизода серијала „Избор за међузвездану песму” требало је да се емитује на каналу BBC One 17. маја пре финала Песме Евровизије 2025. Међутим, да је финале ФА купа, које је такође требало да се одигра тог поподнева, отишло у продужетке, епизода не би била приказана на каналу BBC One. Последње две епизоде, „Свет жеља” и „Рат стварности”, приказане су заједно у британским биоскопима 31. маја. Премијера епизоде „Рат стварности” на стриминг платформама и у биоскопима, као и у остатку света, усклађена је са истовременим вечерњим емитовањем на каналу BBC One. Епизода је објављена у 18:50 часова по британском летњем времену у Уједињеном Краљевству и у 11:00 часова по пацифичком времену у Сједињеним Државама.
Због услова споразума између BBC Worldwide и SMG Pictures у Кини у мају 2017. године, потоња компанија има право отказа куповине будућих серијала серије за кинеско тржиште, укључујући и 15. серијал.

### Пратећа емисија
Серијал прати емисија Doctor Who: Unleashed, пратећа емисија која приказује радњу иза кулиса. Усвајајући сличан формат као и некадашња емисија Doctor Who Confidential, и Unleashed прати сваку нову епизоду серије Доктор Ху са 30-минутним наставком на каналу BBC Three коју води Стефан Пауел.